# Trần Thị Bé Nhân
Trần Thị Bé Nhân là một nữ tướng Công an nhân dân Việt Nam, hàm Thiếu tướng. Bà hiện giữ chức vụ Phó Cục trưởng Cục An ninh chính trị nội bộ (Việt Nam).

## Tiểu sử
Trần Thị Bé Nhân là đảng viên Đảng Cộng sản Việt Nam. Bà có trình độ Cao cấp lí luận chính trị.
Bà từng kinh qua nhiều chức vụ tại Công an tỉnh Bến Tre, từ một trinh sát an ninh đến Trưởng Công an thành phố Bến Tre. Trong khoảng cuối năm 2019, trước khi được Bộ trưởng Bộ Công an điều động đến công tác tại Bộ Công an, Trần Thị Bé Nhân là Phó Giám đốc Công an tỉnh Bến Tre.
Trước tháng 10 năm 2020, khi đang giữ chức vụ Phó Cục trưởng Cục An ninh chính trị nội bộ, Bộ Công an Việt Nam, bà được Chủ tịch nước Cộng hòa xã hội chủ nghĩa Việt Nam Nguyễn Phú Trọng phong quân hàm Thiếu tướng Công an nhân dân Việt Nam.

## Lịch sử thụ phong quân hàm
| Năm thụ phong | –      | 2020        |
| ------------- | ------ | ----------- |
| Quân hàm      |        |             |
| Cấp bậc       | Đại tá | Thiếu tướng |